# Terrordådet i Nairobi 2013
Terrordådet i Nairobi 2013 pågick mellan den 21 september 2013 och den 24 september 2013 i köpcentret Westgate i Kenyas huvudstad Nairobi. Ett femtontal al-Shabaab-anhängare belägrade då gallerian och tog flera personer som gisslan. Kenyanska myndigheter uppgav att 62 personer dödades i dådet och 58 personer vårdades på sjukhus.
Bland offren fanns bland annat den ghananske författaren Kofi Awoonor.